# Prembun (Tambak)
Prembun is een bestuurslaag in het regentschap Banyumas van de provincie Midden-Java, Indonesië. Prembun telt 2647 inwoners (volkstelling 2010).